# Parachipteria punctata
Parachipteria punctata är en kvalsterart som först beskrevs av Hercule Nicolet 1855.  Parachipteria punctata ingår i släktet Parachipteria och familjen Achipteriidae. Inga underarter finns listade i Catalogue of Life.